# Сербин Іван Іванович
Іван Іванович Сербин (?-1682-1691-?) — український козацький військовий діяч. Мереф'янський сотник. Наказний полковник Харківського слобідського козацького полку в 1682, 1687 роках. Наказний полковник Ізюмського слобідського козацького полку в 1691 році. Зять видатного козацького військового та державного діяча, кошового отамана та Харківського полковника Івана Сірка.

## Життєпис
Про ранні роки життя немає відомостей.
Перші згадування вказуюсь на нього вже як на сотника Мереф'янської сотні (60-ті роки XVII сторіччя) Харківського слобідського козацького полку. Одружується з донькою Івана Сірка. В придане отримує слобідку Артемівку, (ввійшла в склад міста Мерефа).
У 1682 році  Іван Сербин стає наказним полковником Харківського полку. У зв'язку з тим, що Харківський полковник Григорій Донець з більшістю козаків вирушає в Кримський похід, для охорони полку зостаються два наказних полковника, Іван Сербин та Гаврило Могилка, які керували козаками які залишилися. Сербину були підлеглі Новобереківські, Мереф'янські, Валківські та Соколовські козаки. Він обороняв північний та західний кордон полку.
За часів Кримського походу 1687 року  знову стає наказним полковником. Згідно листів Чугуївського воєводи Лачинова до Білгороду, Сербину були знову підлеглі Новобереківські, Валківські, Мереф'янські та Соколовські козаки, з якими він охороняв північні кордони полку. Наказним полковником в південній частині полку був Костянтин Григорович Донець-Захаржевський, його осередком був Ізюм.
В 1691 році  Ізюмський полковник Костянтин Григорович Донець-Захаржевський в листі до Чугуївського воєводи, згадує Івана Сербина як наказного полковника Ізюмського полку, в зв'язку з тим, що до нього (Івана Сербина) в Нову Водолагу прийшов після втечі з полону у Кафі нововодолазький козак Роман Семенов, що був у полоні два роки.

## Родинні зв'язки
Про походження І. Сербина немає відомостей. В Війську Запорозькому було декілька старшин з прізвищем Сербин. Був одружений з донькою Івана Сірка, за яку у віно отримав слобідку Артемівку коло Мерефи.

## Вшанування
- Розпорядженням Харківської обласної військової адміністрації № 514 В від 26.07.2024 «Про перейменування об'єктів топонімії населених пунктів Харківського району Харківської області» провулок Червоний в Мерефі, перейменували на провулок Івана Сербина[5].